# Langast
Langast is een plaats en voormalige gemeente in het Franse departement Côtes-d'Armor (regio Bretagne) en telt 637 inwoners (2005). De plaats maakt deel uit van het arrondissement Saint-Brieuc.

## Geschiedenis
Langast is op 1 januari 2019 gefuseerd met de gemeente Plouguenast tot de gemeente Plouguenast-Langast.

## Geografie
De oppervlakte van Langast bedraagt 20,4 km², de bevolkingsdichtheid is 31,2 inwoners per km².
De onderstaande kaart toont de ligging van Langast met de belangrijkste infrastructuur en aangrenzende gemeenten.

## Demografie
Onderstaande figuur toont het verloop van het inwonertal.